# Identificación tributaria
La identificación tributaria es un código único, generalmente de carácter alfanumérico, utilizado con el fin de poder identificar inequívocamente a toda persona  natural o jurídica susceptible de tributar, asignado a éstas por los Estados, con el que confeccionan el registro o censo de las mismas, para efectos administrativo-tributarios.

## Importancia y necesidad de la identificación tributaria
El espectacular aumento de la base de contribuyentes que se produce en los países desarrollados y, de forma menos espectacular pero también muy importante, en los países en vías de desarrollo durante el último cuarto del siglo XX, unido a la aparición de nuevas herramientas de gestión más eficaces y con capacidad para tratar y procesar grandes cantidades de datos (desde las primeras máquinas perforadoras de tarjetas o fichas hasta los sistemas informáticos de principios del siglo XXI) hace que las administraciones tributarias comiencen a confeccionar primero, para depurar y corregir después, listados o relaciones de contribuyentes hasta conseguir finalmente contar con unos censos o padrones que les han permitido realizar con mayor economía, celeridad y eficacia la labor que la Ley les encomienda y que no es otra que la de conseguir, mediante la recaudación de impuestos, tasas o contribución especial

## Identificación tributaria por países
- En Argentina, para propósitos fiscales, se usa un CUIT (Clave Única de Identificación Tributaria) para empresas, trabajadores por cuenta propia o independientes. Para trabajadores en relación de dependencia existe el CUIL (Código Único de Identificación Laboral). Cuando se trata de personas físicas, ambos acrónimos (CUIT y CUIL) están basados en el DNI (Documento Nacional de Identidad).
- En Bolivia  se llama NIT (Número de Identificación Tributaria).
- En Brasil se llama CPF (Cadastro de Persona Física), o CNPJ (Cadastro de Persona Jurídica)
- En Canadá se llama SIN (Social Insurance Number) o NAS (numéro d'assurance social).
- En Chile el Servicio de Impuestos Internos (SII) es quien genera el número RUT (Rol Único Tributario), que, en el caso de las personas naturales, coincide con el RUN (Rol Único Nacional).
- En Colombia, el número de identificación tributaria para personas jurídicas se conoce como NIT (Número de Identificación Tributaria) y para las personas naturales dicho NIT es el mismo número del documento de identidad con un dígito de verificación y es conocido como RUT.
- En Costa Rica Número de Identificación Tributaria Especial (NITE)
- En Ecuador, el número de identificación tributaria se conoce como RUC (Registro Único de Contribuyentes)
- En República Dominicana se llama RNC Registro Nacional del Contribuyente
- En El Salvador recibe el nombre de NIT (Número de Identificación Tributaria). El número solo consta de caracteres numéricos y se caracteriza por el hecho que los seis números del centro coinciden con la fecha, mes y año de nacimiento del contribuyente. Ejemplo: XXXX-051180-XXX-X (5 de noviembre de 1980).
- En España se realiza a través del NIF (Número de Identificación Fiscal), que se basa en el DNI (Documento Nacional de Identidad) cuando se trata de nacionales y en el NIE (Número de identificación de extranjero) en el caso de los no nacionales; y en el antiguo CIF (Código de Identificación Fiscal) para el caso de personas jurídicas, que es asignado por la Administración tributaria a las entidades con personalidad jurídica y a aquellas entidades que, aún careciendo de ella, figuran relacionadas en el apartado 4 del artículo 35 de la Ley General Tributaria (LGT).
- En los Estados Unidos, el número usado es el SSN (Social Security Number o Número de Seguro Social). Los contribuyentes que no tienen un SSN deben usar un TIN (Taxpayer Identification Number o Número de Identificación del Contribuyente).
- En Francia, se usa el numéro fiscal (número fiscal).

En Guatemala recibe el nombre de NIT (Número de Identificación Tributaria). Código alfanumérico para personas individuales o jurídicas. ejemplo: 00000-K.

## SAT unifica el NIT con el número de DPI a partir del 17 de marzo de 2025 en Guatemala
El lunes 17 de marzo de 2025, el Documento Personal de Identificación (DPI) se convertirá automáticamente en el Número de Identificación Tributaria (NIT), eliminando la necesidad de gestionar un NIT por separado. Esta medida, implementada por la Superintendencia de Administración Tributaria (SAT) mediante la resolución SAT-DSI-393-2025, busca simplificar los trámites administrativos y fiscales en el país de Guatemala.
Principales cambios y beneficios: 
- Ingreso con DPI a la Agencia Virtual: Los contribuyentes ya pueden acceder a la plataforma digital de la SAT utilizando su número de DPI, facilitando la gestión de impuestos y trámites en línea.

- Unificación de información: Con esta medida, el Código Único de Identificación (CUI) del DPI será válido para transacciones civiles, mercantiles, laborales, financieras, notariales, administrativas y judiciales.https://blplegal.com/es/sat-unifica-el-nit-con-el-dpi-a-partir-del-17-de-marzo/

- En Honduras se llama RTN (Registro Tributario Nacional). En principio el RTN fue concebido como un código alfanumérico de 7 posiciones, el cual en la actualidad ha sido cambiado por un arreglo de solo números en 14 posiciones, utilizando como documento base la Tarjeta de Identidad cuando se trata de personas naturales y un arreglo equivalente para las personas jurídicas.
- En Italia se llama Partita IVA (P.IVA).
- En México el Servicio de Administración Tributaria (SAT), dependiente de la Secretaría de Hacienda y Crédito Público, es el que asigna a cada contribuyente una clave en Registro Federal de Contribuyentes (RFC). El RFC para personas físicas se forma de 4 letras, 6 números y 3 caracteres que pueden ser letras o números: la letra inicial y la primera vocal interna del apellido paterno, la primera letra del apellido materno, y la primera del nombre, más la fecha de nacimiento del contribuyente en formato aammdd y finalmente los tres caracteres que evitan homonimias (homoclave). Para las personas morales, se forma con tres letras del nombre de la empresa y seis números que correspondan a la fecha en que se constituyó legalmente la empresa (aammdd), más la homoclave de tres caracteres que pueden ser letras o números. Quienes trabajan de manera independiente, es decir, que no son asalariados, realizan su registro y pagos directamente en el SAT, mismo que les expide el RFC. En cambio, las personas asalariadas no realizan su registro ni pagan directamente los impuestos, sino que es el patrón quien lo hace. Para ellos, el RFC les es dado a conocer en los recibos de nómina que contienen además el NSS (Número de Seguridad Social).
- En Panamá, Paraguay, Nicaragua y en Ecuador se llama RUC (Registro Único de Contribuyentes).
- En Perú también es llamado Registro Único de Contribuyentes (RUC): es el número que identifica como contribuyente a una Persona Jurídica o Persona Natural. El RUC contiene los datos de identificación de la actividad económica, es único y consta de once dígitos. Su uso es obligatorio en toda declaración o trámite que se realice ante la Sunat.[1]
- En Uruguay también se utiliza el RUT (Registro Único Tributario)
- En Venezuela se llama RIF (Registro de Información Fiscal)